# 吸気音

調音方法

気流の妨害度

阻害音
破裂音
破擦音
摩擦音
共鳴音
ふるえ音
はじき音
接近音

気流の通路
中線音
側面音
口蓋帆の状態
口音
口鼻音
鼻音
気流機構
肺臓気流
吸気音
呼気音

非肺臓気流
放出音
入破音
吸着音

▶ 調音部位

吸気音（きゅうきおん 英語: ingressive sound）とは、声道を外から内に向かう気流によって発せられる音をいう。肺臓気流機構によるものと、非肺臓気流機構によるものがある。
吸気音の逆は呼気音（egressive sound）と呼ぶが、通常の言語音声は大部分が呼気によるものなので、わざわざ呼気音と断ることは少ない。

## 肺臓気流による吸気音
肺臓気流による吸気音は珍しいものではなく、日本語でもおじぎをしたあとに長い[sːːː]を発音しながら元の姿勢に戻ることがある。中国人は冬の寒いときに同様の吸気音を発する。しかし、呼気音と吸気音で音韻的な違いを生じることはほとんどない。
ただし、ノルウェーでは肯定の意味を持つ「Ja」を吸気音で発音し、意味を成す特別な事例がある。しかし、呼気で発音しても、意味は変わらない。
脚注 [３] で乗っている動画内では女性がたびたび吸気音を発音するのが聞こえる。

## 非肺臓気流による吸気音
以下の2種類がある。
- 吸着音
- 入破音

## 国際音声記号
言語音声病理学者のための拡張IPAでは、下向きの矢印 [↓] を後ろにつけることで吸気音を表す。国際音声学会のサイトではこの記号（UnicodeでU+2193）はダウンステップの記号とされているが、IPAハンドブックに印刷された表ではダウンステップの記号は上つきで書かれている。